# Kolik
Kolik är anfallsvis uppträdande smärtor i buken.

## Spädbarnskolik
Spädbarnskolik är ett medicinskt tillstånd då ett annars friskt spädbarn gråter oavbrutet utan någon uppenbar anledning (såsom hunger eller ensamhet).
En vanlig tumregel för att anse ett barn som "kolikbarn" är om det gråter intensivt mer än tre dagar per vecka, i mer än tre timmar, under mer än tre veckor per månad.  
Kolik kan också framträda hos djur, man talar till exempel om hästkolik, hos hästar oftare än hos andra hus- och tamdjur, men då brukar det handla om vissa smärtor runt buken. 

### Orsaker
Det finns ännu inte någon allmänt accepterad förklaring till kolik. Vissa läkare hävdar att det är en kombination av ett barns känsliga humör, omgivningen och dess outvecklade nervsystem som gör att det lätt gråter och sedan inte klarar av att hantera det. Andra anser att det kommer från problem i barnets matspjälkningssystem, särskilt alltför mycket gaser. Ny forskning vid Brown University visar att nästan hälften av barn med kolik har lätt gastroesofageal reflux.

### Behandling
Diagnosen kolik ges efter att alla andra möjligheter uttömts. Det finns inte mycket att göra åt det förutom att tillfälligt försöka lugna barnet, genom en napp, förflyttning till en lugnare miljö, vaggning och så vidare.
Även om medicinering för kolik finns, brukar man oftast avråda från detta.
Kolik upphör i allmänhet vid tre månaders ålder.

## Kolik hos djur
Bland husdjuren är kolik vanligast och allvarligast hos häst, där den kan ha många orsaker. Kommer en häst lös och äter stora mängder havre uppstår en överfyllnad av magsäcken, vilken inte kan tömmas genom kräkning som hos andra djur. Ensidig utfodring med halm kan orsaka blindtarms- eller grovtarmsförstoppning. Lägesförändringar (tarmvred), särskilt av grovtarmen, ger också kolik. 
Så kallad krampkolik beror på störningar i de impulser, som från de stora nervcentra i bukhålan når tarmväggen. Denna form är vanlig och särskilt smärtsam, men är lätt att behandla. Ytterligare en form är den så kallade maskkolik som orsakas av att parasiter ger proppbildning i blodkärlen. Vid kolikanfall blir hästen orolig och svettas, skrapar med framhovarna, ser sig mot buken, rullar sig och intar onaturliga kroppsställningar. Allt foder bör då genast tas bort och hästen ges möjlighet att röra sig fritt. 
Kolik kan vara svår att bota och dödsfall inträffar. 